# Psaliodes choma
Psaliodes choma är en fjärilsart som beskrevs av Druce 1893. Psaliodes choma ingår i släktet Psaliodes och familjen mätare. Inga underarter finns listade i Catalogue of Life.